# Nomeações de John F. Kennedy à Suprema Corte dos Estados Unidos
Embora tenha sido presidente por menos de três anos, John F. Kennedy nomeou dois homens para a Suprema Corte dos Estados Unidos: Byron White e Arthur Goldberg. Dada a idade avançada do juiz associado Felix Frankfurter na época da posse de Kennedy, a especulação abundou sobre potenciais nomeações de Kennedy para a Suprema Corte desde o início de sua presidência.

## Nomeação de Byron White
O juiz associado Charles Evans Whittaker aposentou-se da Suprema Corte (tecnicamente assumindo "status sênior") em março de 1962, após pouco mais de cinco anos na corte, citando exaustão pela carga de trabalho. A aposentadoria de Whittaker deu a Kennedy sua primeira vaga na Suprema Corte.
Dois nomes surgiram inicialmente como potenciais indicados: o juiz William H. Hastie da Corte de Apelações dos Estados Unidos para o Terceiro Circuito e o professor da Harvard Law School Paul A. Freund. O Procurador-Geral dos Estados Unidos Robert F. Kennedy havia recomendado Hastie, que se tornaria o primeiro afro-americano na Suprema Corte. Robert F. Kennedy disse que "significaria muito no exterior termos um negro na Suprema Corte". No entanto, Hastie foi contestado pelo Chefe de Justiça Earl Warren, que se opôs porque "ele não é um liberal e se oporá a todas as medidas em que estamos interessados, e ele seria completamente insatisfatório". O juiz associado William O. Douglas também se opôs a Hastie como indicado, dizendo que ele seria "apenas mais um voto para Frankfurter". Além disso, o conselheiro do presidente Kennedy, Ted Sorensen, se opôs a Hastie porque Kennedy estava em processo de considerar outro afro-americano, Robert C. Weaver, para um cargo no gabinete (Weaver acabou se tornando o primeiro Secretário de Habitação e Desenvolvimento Urbano dos Estados Unidos, convidando à acusação de racismo reverso). Sorensen argumentou que "a primeira nomeação deveria ser aclamada por todos pela sua atitude judicial."
Sorensen recomendou Freund como o indicado. No entanto, o presidente Kennedy se opôs a Freund como o indicado por causa da linhagem de Freund em Harvard (tendo frequentado a Harvard Law School e tendo sido professor na Harvard Law School na época da vaga de Whittaker), dado que já havia um número significativo de pessoas conectadas à Universidade Harvard na administração Kennedy.
Por fim, Kennedy selecionou White, que era um antigo apoiador dele e que estava servindo como Procurador-Geral Adjunto dos Estados Unidos. Kennedy nomeou formalmente White para a Suprema Corte em 3 de abril de 1962. White foi confirmado pelo Senado dos Estados Unidos apenas oito dias depois, em 11 de abril de 1962, em uma votação oral.

## Nomeação de Arthur Goldberg
Após sofrer um derrame, o juiz associado Felix Frankfurter aposentou-se (tecnicamente assumindo o "status sênior") da Suprema Corte em 28 de agosto de 1962, aos 79 anos.
Não há muitas evidências de que Kennedy tenha considerado qualquer outro candidato além de Goldberg para a vaga. Foi amplamente divulgado que a cadeira de Frankfurter era considerada uma "cadeira judaica" na Suprema Corte (antes de Frankfurter, ela havia sido ocupada por outro juiz judeu, Benjamin Cardozo), o que significa que o presidente sentiu uma pressão significativa para nomear um judeu para substituir Frankfurter. Kennedy nomeou Goldberg, que na época era Secretário do Trabalho dos Estados Unidos, em 31 de agosto de 1962. O Senado dos Estados Unidos confirmou Goldberg em uma votação oral em 25 de setembro de 1962.

## Nomes mencionados
A seguir está uma lista de indivíduos que foram mencionados em vários relatos de notícias e livros como tendo sido considerados por Kennedy para uma nomeação para a Suprema Corte: –

### Cortes de Apelações dos Estados Unidos
- Corte de Apelações do Circuito do Distrito de Columbia
  - David L. Bazelon (1909-1993)[10]
  - George Thomas Washington (1908-1971)[10]
- Corte de Apelações do Segundo Circuito
  - Henry Friendly (1903-1986)[10]
  - Thurgood Marshall (1908-1993)[10] (Nominado por Lyndon B. Johnson e Confirmado)
- Corte de Apelações do Terceiro Circuito
  - William H. Hastie (1904-1976)

### Supremas Cortes Estaduais
- Walter V. Schaefer (1904-1986) — Juiz Associado da Suprema Corte de Illinois[10]
- Roger J. Traynor (1900-1983) — Juiz Associado da Suprema Corte da Califórnia[10]

### Autoridades da administração
- Arthur Goldberg (1908-1990) — Secretário do Trabalho dos Estados Unidos (Nomeado e Confirmado)
- Byron White (1917-2002) — Procurador-Geral Adjunto dos Estados Unidos (Nomeado e Confirmado)
- Clark Clifford (1906-1998) — Membro, Conselho Consultivo de Inteligência do Presidente [10]
- Archibald Cox (1912-2004) — Advogado-geral dos Estados Unidos[10][11]
- Henry H. Fowler (1908-2000) — Subsecretário do Tesouro[10]
- Nicholas Katzenbach (1922-2012) — Procurador-Geral Assistente do Gabinete de Assessoria Jurídica[10]

### Outros antecedentes
- Paul A. Freund (1908-1992) — Professor, Harvard Law School
- Stanley H. Fuld (1903-2003) — Juiz da Corte de Apelações de Nova Iorque[10]
- Edward H. Levi (1911-2000) — Decano, University of Chicago Law School[10]
- Eugene V. Rostow (1913-2002) — Decano, Yale Law School[10]
- Bethuel M. Webster (1900-1989) — Membro do Tribunal Permanente de Arbitragem em Haia, Países Baixos[10]
- Herbert Wechsler (1909-2000) — Professor, Columbia Law School[10]